# Eテレ・ジャッジ
『Eテレ・ジャッジ』は2015年3月31日から2016年3月22日まで、毎週火曜日23:25 - 23:55に放送されていたNHK Eテレのパイロット版の番組プレゼンテーションの番組である。テーマは「Eテレの地平を切り開け!」。

## 概要
同番組は、2014年度まで、ワンセグ向けミニ番組コンテンツのパイロット版をプレゼンする『青山ワンセグ開発』として放送された体裁をリニューアルしたものであり、NHKの職員（関連会社含む）や、外部のプロダクションなどを問わず、若手のクリエイターが企画・開発したアニメ、ドラマ、バラエティー、教養、情報などの様々な5分間のミニ番組のパイロット版を毎月放送する。また、放送法が改正され、放送とインターネットの連携番組の規制が大幅に緩和されたことを受けて、視聴者にどの番組がよかったのかをネットを通じて投票、またその番組についての感想・意見などを議論してもらう双方向視聴者参加型番組としても機能する。1か月の単位を「バトル」と称している。
番組の企画テーマとして、「5分間だから面白い!斬新で画期的な番組」、「Eテレにふさわしい実験精神にあふれたチャレンジ性のある企画」を求めており、これまでの番組でやっているようなミニ番組とは違う、しかしそれでいて、いろいろな工夫ができる作りごたえのある番組作りを求めている。
優勝となった番組については、その続編3本を後日のEテレの放送で制作できる権利が与えられる。なお、プレゼン企画の勝敗にかかわらず、出品した番組（各2本）は後日、月曜日22:45 - 22:50と、火曜日12:50 - 12:55の「ミニ番組」の枠で2週連続で放送される。

## 1バトルの流れ
第1対戦・第2対戦
1週目と2週目で、それぞれ2企画が生放送で対決する。放送中にNHKネットクラブの会員を対象として募集する選抜審査委員50人によって、インターネットに接続しているスマートフォン、フィーチャーフォン、パソコンを使って、意見を交わしてもらう。それらを踏まえて、選抜審査員による終盤の一斉投票により1つの番組に決める。勝利企画は、3週目に行われる決勝に進出する。
決勝
3週目の決勝も1・2週目と同じ生放送で、番組を観て、選抜審査員に意見を交わしてもらい、投票により優勝を決める。
戦略会議
4週目は、その月に放送された番組を振り返る「戦略会議」が行われる。戦略会議のみ生放送ではない。

## MC
- 鈴木浩介
- 秋元梢

## インフルエンサー
各界を代表するクリエイターを毎月2名「インフルエンサー」と呼ばれるゲストとして迎え、クリエイターの視点からその企画についての批評を行う。第1対戦・第2対戦は収録、決勝・戦略会議はスタジオ出演である。なお、インフルエンサーは投票権をもっていないため、審査員のジャッジに影響を与える（かもしれない）だけであり、あくまで判定は選抜審査員自身が行う。
2015年度バトル8から、第1対戦・第2対戦にも生出演するようになった。

## 優勝企画 新作スペシャル
各バトルの合間や、年度末にまとめて放送される。第1・2話のダイジェストと新作3本、出演者のインタビューを放送する。MC、優勝したバトルのインフルエンサー1名、プレゼンに来た企画者が出演する。

## 優勝企画一覧
谷グチ夫妻（制作：イースト・エンタメインメント） - バトル1優勝
史上初!?の、ひたすらグチる夫婦のドラマ。出演は、岡田義徳、遠藤久美子。
温水洋一の世界ことわざ劇場（制作：東阪企画） - バトル2優勝
温水洋一演じる店長が営む「喫茶ことわざ」で、世界のことわざを紹介する。
お別れアプリ 別れの達人（制作：ファブコミュニケーションズ） - バトル3優勝
彼氏に約束をすっぽかされた主人公のスマホに、お別れサポートアプリ「別れの達人」が届いた。果たして主人公は、彼氏と別れられるのか?
プラネット観光タクシー（制作：オフィスラフト） - バトル4優勝
超高速で宇宙を走る観光タクシーで、はるかかなたの星や銀河へ。最先端科学に基づいた、SFコント番組。チョコレートプラネットが出演。
事件は会議室で起こっている。（制作：ザ・ワークス） - バトル5優勝
舞台はとあるお菓子メーカーの商品開発部。リスクヘッジしすぎ?な議論は一体どこへ行く…?
家でマラソン（制作：佐世保映像社） - バトル6優勝
ある日突然家の中でフルマラソンを始めた父親。一体なぜ? その時家族はどうする? ご近所さんも巻き込む、大疾走のファミリードラマ。
閉まる自動ドア（制作：佐世保映像社） - バトル7優勝
近づくと閉まり、離れると開く自動ドア。一体どうやって通るのか? そして、ドアに阻まれた人の持つ関係とは?
かおだし看板ラボ（制作：大映テレビ） - 復活バトル優勝
なぜ人は穴から顔を出してしまうのか? 全国を観光情報も交えて巡る。看板の歴史を探り、その謎に迫る。
バトル4で一度負けているが、復活バトルにエントリーし優勝した。
女子会プロレス（制作：NEXTEP） - バトル8優勝
女たちの笑顔の裏に隠された仁義なき戦いをプロレスに見立て、福沢朗アナウンサーの実況と棚橋弘至選手の解説で送る。